# گیم بوی میکرو
گیم بوی میکرو  یک کنسول بازی دستی است که توسط نینتندو طراحی و تولید شده‌است. این دستگاه اولین بار در سپتامبر ۲۰۰۵ به عنوان بازطراحی کوچکتر و سبک تری از گیم بوی ادونس معرفی شد. این سیستم در کنار مدل AGS-101 از گیم بوی ادونس اس پی آخرین کنسول خط گیم بوی است. برخلاف نسخه‌های قبلی، گیم بوی میکرو فاقد سازگاری عقب برای بازی‌های اصلی گیم بوی اصلی و گیم بوی کالر است.